# Manzat
Manzat é uma comuna francesa na região administrativa de Auvérnia-Ródano-Alpes, no departamento Puy-de-Dôme. Estende-se por uma área de 38,91 km². Em 2010 a comuna tinha 1 393 habitantes (densidade: 35,8 hab./km²).

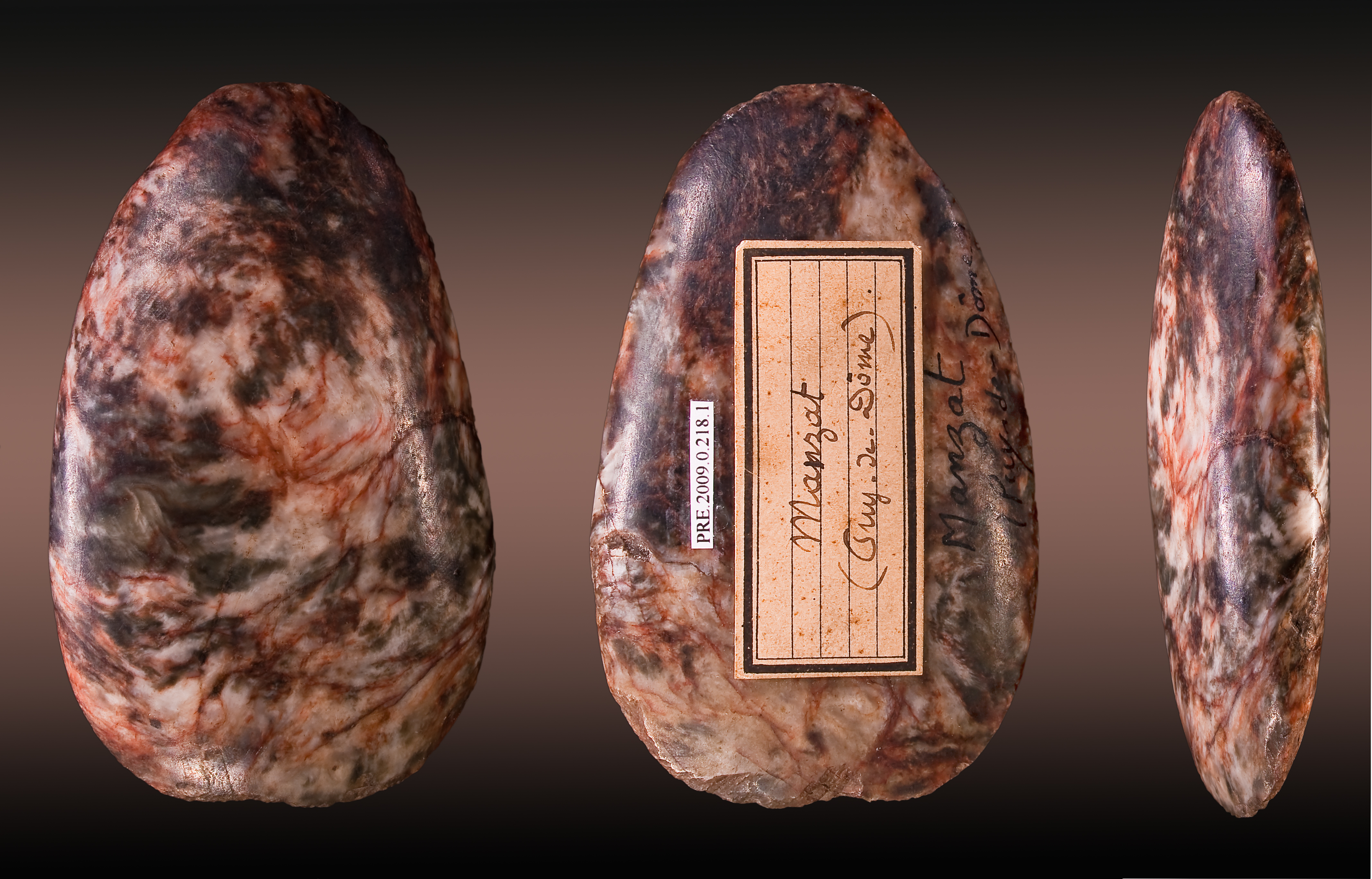
Manzat - Hache polie période néolithique – Muséum de Toulouse